# Mario Golf: Advance Tour
 (octobre 2019).
Si vous disposez d'ouvrages ou d'articles de référence ou si vous connaissez des sites web de qualité traitant du thème abordé ici, merci de compléter l'article en donnant les références utiles à sa vérifiabilité et en les liant à la section « Notes et références ».
Mario Golf: Advance Tour, connu au Japon sous le nom de Mario Golf: GBA Tour (マリオゴルフ ＧＢＡツアー) est un jeu vidéo de golf sorti sur Game Boy Advance.

## Système de jeu

### Généralités
Le mode aventure se présente sous la forme d'un RPG où le joueur acquiert des points d'expérience et peut améliorer les performances de son personnage (puissance, effets, trajectoire, etc.).
Après avoir battu un joueur, celui-ci devient disponible dans les autres modes de jeu.

### Personnages
Il y a 8 personnages jouables : Mario, Luigi, Peach, Bowser, Donkey Kong, Wario, Waluigi et Yoshi.

### Modes de jeu
- Partie rapide : partie en simple ou double contre les adversaires débloqués.
- Mode aventure : partie en simple ou double contre des adversaires à débloquer.
- Mini-jeux